# Turfshow
Turfshow es el tercer álbum de estudio de la banda argentina Turf, lanzado el 16 de noviembre del año 2001 por Pop Art y producido por Coti Sorokin en los estudios Circo Beat y Liquid entre agosto del 2000 y mayo del 2001. El disco fue presentado el 21 de diciembre de 2001 en Niceto. 
Luego de la participación de Turf en el multitudinario recital en el Campo Argentino de Polo, junto a R.E.M. y Oasis, la banda comenzó a grabar lo que luego sería su tercer disco de estudio.
Las canciones más populares del álbum son «Cuatro personalidades», «Yo no me quiero casar, y ud.?» y «Loco un poco». Este último fue el primer sencillo del disco y una de las canciones más populares de la banda.

## Canciones
| Turfshow |                                 |                    |                                   |          |  |
| N.º      | Título                          | Letras             | Música                            | Duración |  |
| 1.       | «La emoción»                    | Levinton · Lopatín | Tapia                             | 2:30     |  |
| 2.       | «Chicas malas»                  | Levinton           | Lopatín                           | 4:00     |  |
| 3.       | «El centro musical»             | Levinton           | Tapia · Ottavianelli              | 4:08     |  |
| 4.       | «Loco un poco»                  | Levinton           | Tapia                             | 3:27     |  |
| 5.       | «Mambo»                         | Levinton           | Tapia                             | 3:16     |  |
| 6.       | «Ranchera»                      | Levinton           | Tapia                             | 4:06     |  |
| 7.       | «Cuatro personalidades»         | Levinton           | Levinton · Ottavianelli           | 3:44     |  |
| 8.       | «Yo no me quiero casar, y ud.?» | Levinton           | Levinton                          | 3:33     |  |
| 9.       | «Vade retro»                    | Levinton           | Levinton                          | 4:26     |  |
| 10.      | «Vago»                          | Levinton · Lopatín | Levinton · Lopatín · Ottavianelli | 3:30     |  |
| 11.      | «Delfines»                      | Levinton           | Levinton · Ottavianelli           | 3:44     |  |
| 12.      | «La chispa de mi mente»         | Levinton           | Levinton                          | 4:30     |  |
| 44:48    |                                 |                    |                                   |          |  |

## Músicos

### Turf
- Joaquín Levinton – voz y guitarra.
- Leandro Lopatín – guitarra y coros.
- Fernando Caloia – batería y coros.
- Nicolás Ottavianelli – piano, teclados y coros.
- Tody Tapia – bajo y contrabajo.[2]

### Invitados
- Coti Sorokin – coros y guitarra.
- Javier Casalla – violín.
- Erwin Stutz – trompeta.
- Sergio Morelli – slide.
- Sandra Corizzo – coros.[2]

## Ficha técnica
- Compuesto, arreglado y preproducido por Turf.
- Producido por Coti Sorokin.
- Grabado en estudios Circo Beat y Liquid (Buenos Aires).
- Ingeniero de grabación: Maxi Miglin.
- Arte de tapa: Nicolás Kasakoff y Pablo Fusco.
- Fotografía: Juan Salvarredy y Fernanda González.
- Retoque digital: Hugo Horita.
- Vestuario: Pilar Anciburu.[2]